# Gewone baardspinnendoder
De gewone baardspinnendoder (Dipogon subintermedius) is een vliesvleugelig insect uit de familie van de spinnendoders (Pompilidae). De wetenschappelijke naam van de soort is voor het eerst geldig gepubliceerd in 1886 door Magretti.